# Bryan Teixeira
Bryan Silva Teixeira Jr. (Savigny-le-Temple, 1º settembre 2000) è un calciatore capoverdiano con cittadinanza francese, difensore dello Sturm Graz e della nazionale capoverdiana.

## Carriera

### Club
Cresciuto nel settore giovanile del Clermont Foot, ha esordito in prima squadra il 2 novembre 2019, in occasione dell'incontro di Ligue 2 perso 0-1 contro il Le Mans. Nel febbraio del 2020 è stato ceduto in prestito al Concarneau, nel Championnat National, fino al termine della stagione. Poco dopo è stato prestato all'Orléans, altro club del Championnat National, per l'intera durata della stagione. Nel 2021 è stato girato in prestito all'Austria Lustenau, squadra della seconda divisione austriaca. Al termine della stagione, conclusa con la vittoria del campionato e la conseguente promozione in Bundesliga, è stato acquistato a titolo definitivo dagli austriaci. Dopo una prima parte di stagione con 16 presenze e sei gol in campionato, nel gennaio del 2023 è stato ceduto allo Sturm Graz.

### Nazionale
Nel 2019 ha giocato una partita con la nazionale capoverdiana Under-20.
L'11 giugno 2022 ha esordito con la nazionale maggiore, disputando l'amichevole persa 1-0 contro l'Ecuador.
Nel 2023 partecipa alla Coppa d'Africa.

## Statistiche

### Presenze e reti nei club
Statistiche aggiornate al 28 marzo 2023.
| Stagione                | Squadra                 | Campionato              | Campionato | Campionato | Coppe nazionali | Coppe nazionali | Coppe nazionali | Coppe continentali | Coppe continentali | Coppe continentali | Altre coppe | Altre coppe | Altre coppe | Totale | Totale |
| Stagione                | Squadra                 | Comp                    | Pres       | Reti       | Comp            | Pres            | Reti            | Comp               | Pres               | Reti               | Comp        | Pres        | Reti        | Pres   | Reti   |
| ----------------------- | ----------------------- | ----------------------- | ---------- | ---------- | --------------- | --------------- | --------------- | ------------------ | ------------------ | ------------------ | ----------- | ----------- | ----------- | ------ | ------ |
| 2018-2019               | Clermont Foot 2         | N3                      | 22         | 1          |                 | -               | -               |                    | -                  | -                  |             | -           | -           | 22     | 1      |
| 2019-feb. 2020          | Clermont Foot 2         | N3                      | 8          | 2          |                 | -               | -               |                    | -                  | -                  |             | -           | -           | 8      | 2      |
| Totale Clermont Foot 2  | Totale Clermont Foot 2  | Totale Clermont Foot 2  | 30         | 3          |                 | -               | -               |                    | -                  | -                  |             | -           | -           | 30     | 3      |
| 2019-feb. 2020          | Clermont Foot           | L2                      | 1          | 0          | CF+CdL          | 0               | 0               |                    | -                  | -                  |             | -           | -           | 1      | 0      |
| feb.-giu. 2020          | Concarneau              | N                       | 5          | 0          | CF              | -               | -               |                    | -                  | -                  |             | -           | -           | 5      | 0      |
| 2020-2021               | Orléans                 | N                       | 13         | 0          | CF              | 1               | 0               |                    | -                  | -                  |             | -           | -           | 14     | 0      |
| ago. 2021-2022          | Austria Lustenau        | 1L                      | 23         | 3          | CA              | 1               | 0               |                    | -                  | -                  |             | -           | -           | 24     | 3      |
| 2022-gen. 2023          | Austria Lustenau        | BL                      | 16         | 6          | CA              | 2               | 0               |                    | -                  | -                  |             | -           | -           | 18     | 6      |
| Totale Austria Lustenau | Totale Austria Lustenau | Totale Austria Lustenau | 39         | 9          |                 | 3               | 0               |                    | -                  | -                  |             | -           | -           | 42     | 9      |
| gen.-giu. 2023          | Sturm Graz              | BL                      | 14         | 0          | CA              | 2               | 0               | UCL+UEL            | -                  | -                  |             | -           | -           | 16     | 0      |
| 2023-gen. 2024          | Sturm Graz              | BL                      | 10         | 0          | CA              | 2               | 1               | UCL+UEL            | 2+3                | 0                  | -           | -           | -           | 17     | 1      |
| Totale Sturm Graz       | Totale Sturm Graz       | Totale Sturm Graz       | 24         | 0          |                 | 4               | 1               |                    | 5                  | 0                  |             | -           | -           | 33     | 1      |
| Totale carriera         | Totale carriera         | Totale carriera         | 112        | 12         |                 | 8               | 1               |                    | 5                  | 0                  |             | -           | -           | 125    | 13     |

### Cronologia presenze e reti in nazionale
| Cronologia completa delle presenze e delle reti in nazionale ― Capo Verde | Cronologia completa delle presenze e delle reti in nazionale ― Capo Verde | Cronologia completa delle presenze e delle reti in nazionale ― Capo Verde | Cronologia completa delle presenze e delle reti in nazionale ― Capo Verde | Cronologia completa delle presenze e delle reti in nazionale ― Capo Verde | Cronologia completa delle presenze e delle reti in nazionale ― Capo Verde | Cronologia completa delle presenze e delle reti in nazionale ― Capo Verde | Cronologia completa delle presenze e delle reti in nazionale ― Capo Verde |
| Data                                                                      | Città                                                                     | In casa                                                                   | Risultato                                                                 | Ospiti                                                                    | Competizione                                                              | Reti                                                                      | Note                                                                      |
| ------------------------------------------------------------------------- | ------------------------------------------------------------------------- | ------------------------------------------------------------------------- | ------------------------------------------------------------------------- | ------------------------------------------------------------------------- | ------------------------------------------------------------------------- | ------------------------------------------------------------------------- | ------------------------------------------------------------------------- |
| 11-6-2022                                                                 | Fort Lauderdale                                                           | Ecuador                                                                   | 1 – 0                                                                     | Capo Verde                                                                | Amichevole                                                                | -                                                                         | 64’                                                                       |
| 23-9-2022                                                                 | Riffa                                                                     | Bahrein                                                                   | 1 – 2                                                                     | Capo Verde                                                                | Amichevole                                                                | -                                                                         | 60’                                                                       |
| 28-3-2023                                                                 | Nelspruit                                                                 | eSwatini                                                                  | 0 – 1                                                                     | Capo Verde                                                                | Qual. Coppa d'Africa 2023                                                 | -                                                                         | 67’                                                                       |
| 12-6-2023                                                                 | Rabat                                                                     | Marocco                                                                   | 0 – 0                                                                     | Capo Verde                                                                | Amichevole                                                                | -                                                                         | 57’                                                                       |
| 22-1-2024                                                                 | Abidjan                                                                   | Capo Verde                                                                | 2 – 2                                                                     | Egitto                                                                    | Coppa d'Africa 2023 - 1º turno                                            | 1                                                                         | 74’                                                                       |
| 3-2-2024                                                                  | Yamoussoukro                                                              | Capo Verde                                                                | 0 – 0 dts (1 – 2 dtr)                                                     | Sudafrica                                                                 | Coppa d'Africa 2023 - Quarti di finale                                    | -                                                                         | 119’                                                                      |
| Totale                                                                    |                                                                           | Presenze                                                                  | 6                                                                         |                                                                           | Reti                                                                      | 1                                                                         |                                                                           |

## Palmarès

### Club

#### Competizioni nazionali
- 2. Liga: 1

Austria Lustenau: 2021-2022